# Campionati mondiali di tiro a volo 1979
I campionati mondiali di tiro 1979 furono la diciottesima edizione dei campionati mondiali di questo sport e si disputarono a Montecatini Terme.

## Risultati

### Uomini

#### Fossa olimpica
| Evento      | Oro                                                                       | Oro       | Argento                                                                          | Argento   | Bronzo                                                         | Bronzo    |
| Evento      | Atleta                                                                    | Risultato | Atleta                                                                           | Risultato | Atleta                                                         | Risultato |
| Individuale | Michel Carrega                                                            | 194       | Alexandr Asanov                                                                  | 193       | Angelo Giani                                                   | 190       |
| A squadre   | Italia Silvano Basagni Alberto Carneroli Luciano Giovannetti Angelo Giani | 568       | Unione Sovietica Alexandr Asanov Rustam Jambulatov Sergei Okhotsi Yuri Nikandrov | 567       | Francia P. Boutin Ch. Demarle Bernhard Blondeau Michel Carrega | 563       |

#### Skeet
| Evento      | Oro                                                                         | Oro       | Argento                                                                   | Argento   | Bronzo                                                                  | Bronzo    |
| Evento      | Atleta                                                                      | Risultato | Atleta                                                                    | Risultato | Atleta                                                                  | Risultato |
| Individuale | Ole Justesen                                                                | 198       | Lars-Göran Carlsson                                                       | 198       | Tamaz Imnaishvili                                                       | 197       |
| A squadre   | Stati Uniti Joseph Clemmons Matthew Dryke John Satterwhite Jeffrey Sizemore | 586       | Unione Sovietica Alexandr Cherkasov Tamaz Imnaishvili T. Matjan A. Skubak | 584       | Italia Lindo Dominici Celso Giardini Romano Garagnani Giancarlo Mecocci | 583       |

### Donne

#### Fossa olimpica
| Evento      | Oro                                                           | Oro       | Argento                                          | Argento   | Bronzo                                                 | Bronzo    |
| Evento      | Atleta                                                        | Risultato | Atleta                                           | Risultato | Atleta                                                 | Risultato |
| Individuale | Susan Nattrass                                                | 189       | Yulia Klekova                                    | 185       | Larisa Tushkina                                        | 176       |
| A squadre   | Unione Sovietica Larisa Tushkina V. Khlebnikova Julia Klekova | 394       | Italia B. Duiducci Wanda Gentiletti Elda Rolandi | 378       | Stati Uniti C. Hoyle Valeria Johnson Frances Strodtman | 367       |

#### Skeet
| Evento      | Oro                                                                | Oro       | Argento                                       | Argento   | Bronzo                                      | Bronzo    |
| Evento      | Atleta                                                             | Risultato | Atleta                                        | Risultato | Atleta                                      | Risultato |
| Individuale | Bianca Hansberg                                                    | 192       | Larisa Gurvich                                | 191       | Svetlana Yakimova                           | 191       |
| A squadre   | Unione Sovietica Natalia Kuzmenko Svetlana Yakimova Larisa Gurvich | 417       | Stati Uniti Terry Bankey Joan Elkins Ila Hill | 395       | Francia Jane Blot Martine Delbes D. Lesprit | 362       |

## Medagliere
Nazione ospitante
| Posiz. | Nazione          | Oro | Argento | Bronzo | Totale |
| ------ | ---------------- | --- | ------- | ------ | ------ |
| 1      | Unione Sovietica | 2   | 5       | 3      | 10     |
| 2      | Italia           | 2   | 1       | 2      | 5      |
| 3      | Stati Uniti      | 1   | 1       | 1      | 3      |
| 4      | Francia          | 1   | 0       | 2      | 3      |
| 5      | Canada           | 1   | 0       | 0      | 1      |
| 5      | Danimarca        | 1   | 0       | 0      | 1      |
| 7      | Svezia           | 0   | 1       | 0      | 1      |